# Вышеивановский Белок
Вышеивановский Белок или Пик Ворошилова расположен в Восточно-Казахстанской Области приблизительно в ~24 км к востоку от города Риддер (бывший Лениногорск). Так же неподалёку располагается село Поперечное. Находящееся приблизительно в ~13 км к северу от пика. Высота пика составляет 2776 метров над уровнем моря. Является наивысшей точкой Ивановского хребта.
На отметке высоты, расположенной на вершине указано название «Пик Ворошилова», однако на некоторых картах пик имеет название «Вышеивановский белок» — что тоже является истинным его наименованием.
Пик и его окрестности являются довольно популярным туристическим местом. Вокруг расположено большое множество озёр (Подбелковое, Рассыпное, Громотушинское), водоёмов и рек.

## Галерея

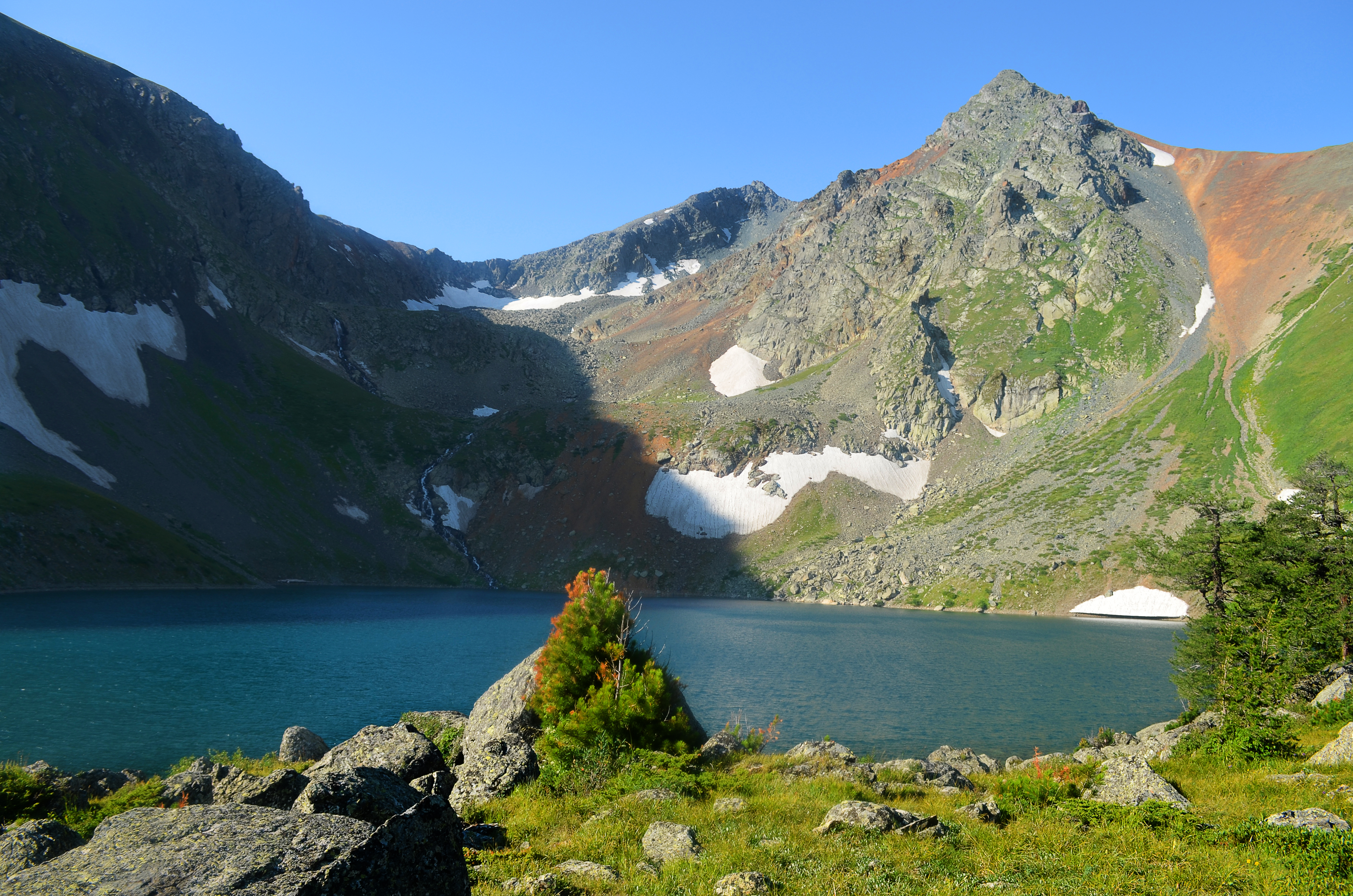